# Геродник, Геннадий Иосифович
Геннадий (Генрих, Героним) Иосифович Геродник (2 февраля 1911, Освея, Дриссенский уезд, Витебская губерния — 15 февраля 2000, Кейла, Эстония) — русский писатель и публицист, член Союза писателей СССР.
Сотрудничал с журналами «Looming» (Творчество), «Ноорус» (эст. «Noorus»), «Пильт я сына» (эст. «Pilt ja Sõna»), «Огонёк», «Крестьянка», «Нева»

## Биография
Родился в деревне Освея Витебской губернии в семье Иосифа Игнатьевича Геродника. В 1930 году окончил Полоцкое педагогическое училище, в 1939 году — Ленинградский университет по специальности «математика». До Великой Отечественной войны работал в Могилёве учителем математики.
Незадолго до оккупации города немецкими войсками, эвакуировался в Кировград Свердловской области, откуда был призван в армию. В составе 172-го отдельного лыжного батальона 2-й ударной армии принимал участие в Любанской операции Волховского фронта. Был ранен — подорвался на противопехотной мине. После лечения в госпитале был уволен в запас. Повторно был призван осенью 1942 года. Был зачислен в 125-ю стрелковую дивизию. Принимал участие в боевых действиях на Пулковских высотах, Ленинградского фронта. Затем был переведен в дивизионный политотдел. Занимался ведением пропагандистских радиопередач для солдат противника. В августе 1944 года воевал в составе 128-й стрелковой дивизии, после ранения направлен переводчиком в лагерь немецких военнопленных № 287 (бывший шталаг № 351 в г. Валга).
После окончания войны остался в Валгу, Эстонской ССР. C 1947 по 1961 годы работал директором и учителем математики во 2-й средней школе (недоступная ссылка) (недоступная ссылка) (недоступная ссылка) (недоступная ссылка) (недоступная ссылка) (недоступная ссылка) (недоступная ссылка) (недоступная ссылка).